# Kivijärvi (sjö i Finland, Kajanaland, lat 64,23, long 28,37)
Kivijärvi är en sjö i Finland. Den ligger i kommunen Sotkamo i landskapet Kajanaland, i den centrala delen av landet, 500 km norr om huvudstaden Helsingfors. Kivijärvi ligger 195 meter över havet. Arean är 25,5 hektar och strandlinjen är 3,02 kilometer lång. Sjön  ingår i Uleälvens huvudavrinningsområde. 